# Бастё Фосен
Бастё Фосен (норв. Bastø Fosen AS) — один из паромных операторов Норвегии, управляющий паромным маршрутом Мосс — Хортен — самым загруженным паромным направлением в стране. Также компания управляет паромами MF Bastø I, MF Bastø II и MF Bastø III.

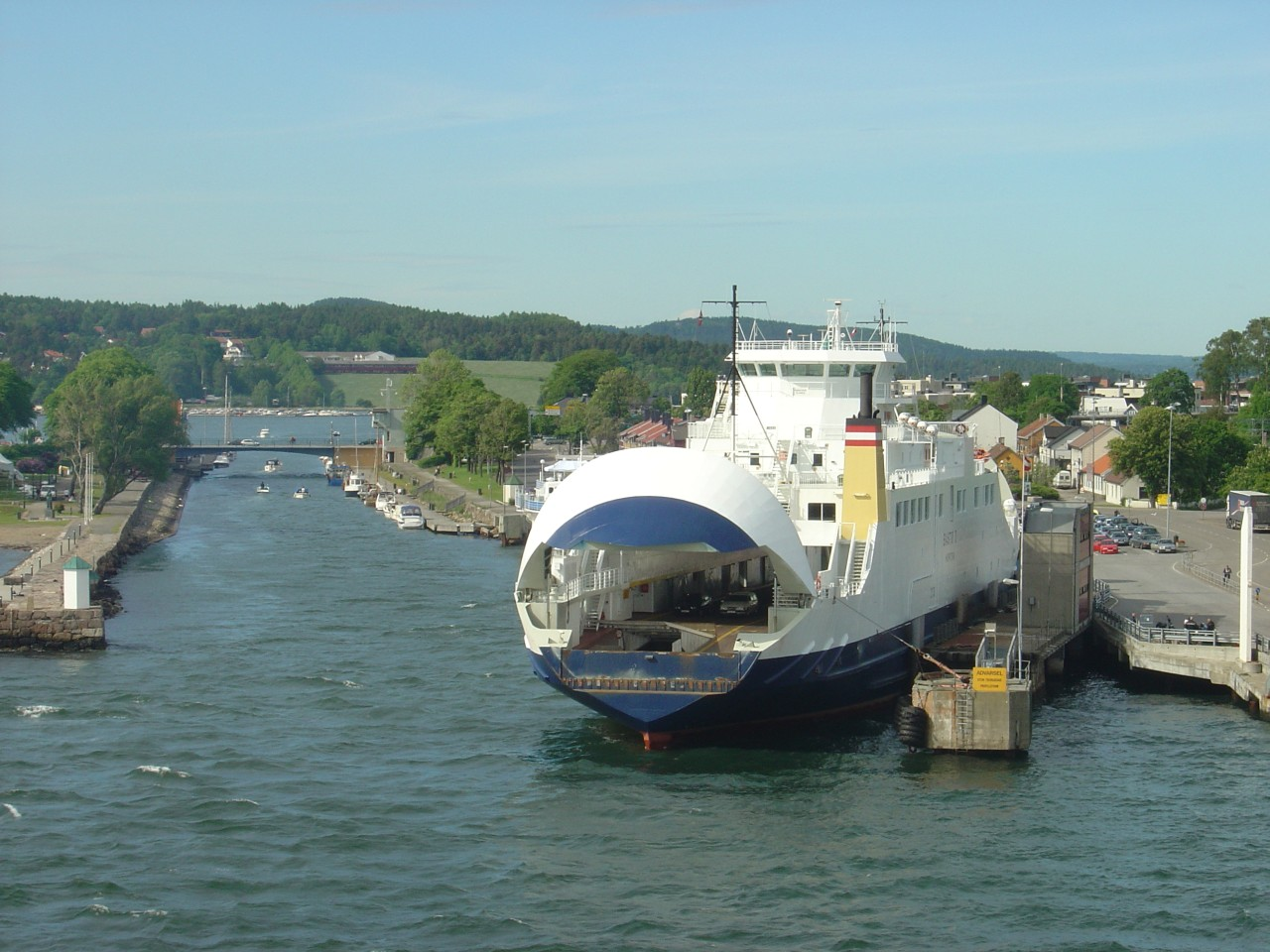
MF Bastø II в доке в Мосса

## История
Компания является дочерней компанией корпорации Fosen Trafikklag и получила концессию на управление паромами в 1995 году. Первые два года перевозки осуществлялись двумя арендованными судами. В 2003 году «Бастё Фосен» заключила концессионный договор на осуществление перевозок до 2015 года. Позже концессии использовались в качестве залога для заказа нового парома Bastø III . В 2008 году компания объявила, что заинтересована в увеличении количества паромов до четырёх. Однако правительство начало разработку проекта по строительству туннеля под фьордами в качестве замены паромам.

## Флот
MS Bastø I и MS Bastø II — почти идентичные суда. Они вмещают 200 автомобилей и 550 пассажиров и были построены на заводе Fosen Mekaniske Verksted. Их длина 109 м., а ширина 18 м.
MS Bastø III вмещает 212 автомобилей и 540 пассажиров. Он был построен на ремонтной верфи в Гданьске.
Так же в распоряжении компании находятся суда: Bastø IV, Bastø V и Bastø VI.

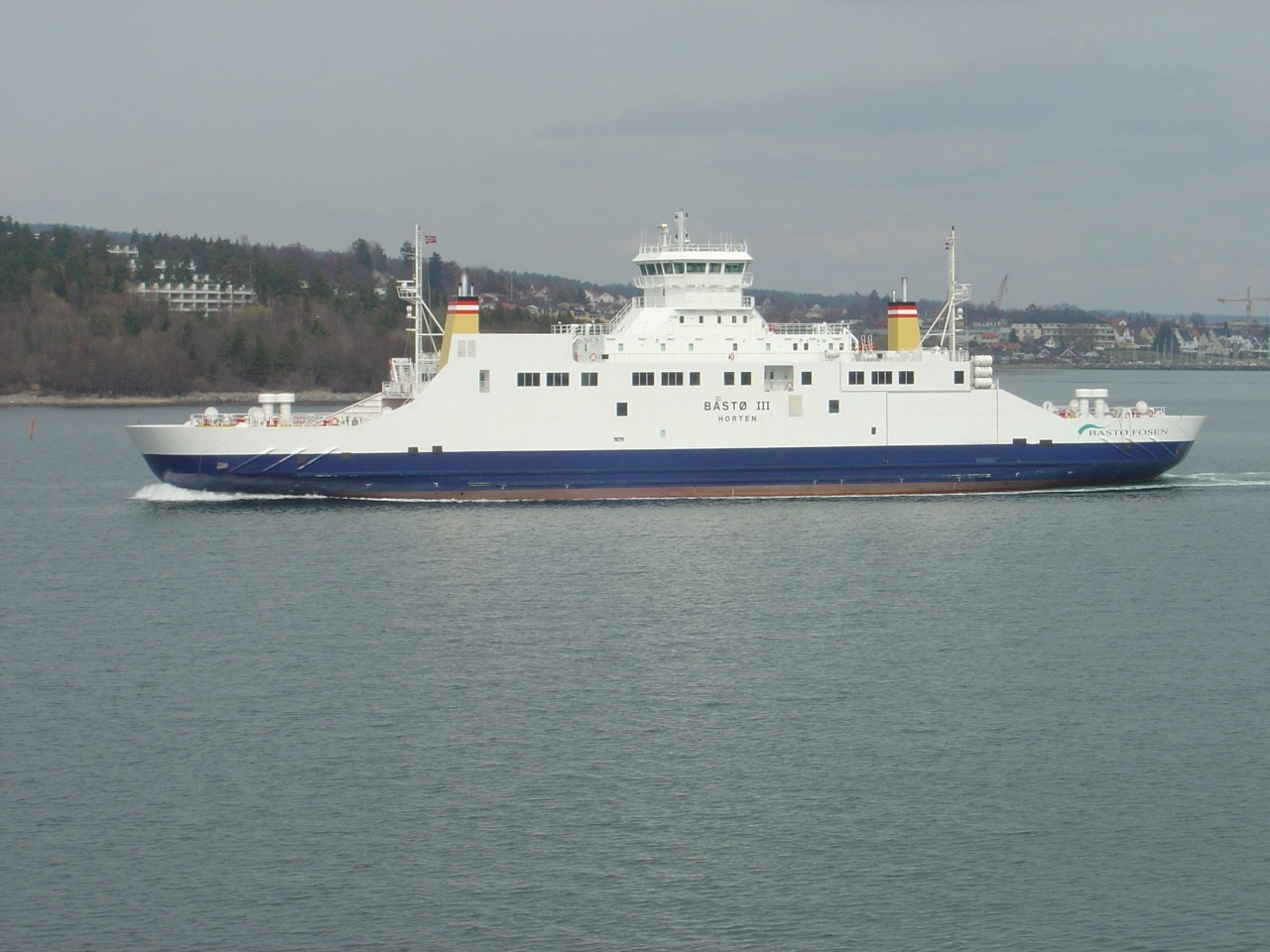
MF Bastø III